# Chiêu Viễn
Chiêu Viễn (giản thể: 招远市; phồn thể: 招遠市; bính âm: Zhāoyuǎn Shì, Hán Việt: Chiêu Viễn thị) là một thành phố cấp huyện nằm ở phía tây địa cấp thị Yên Đài, tỉnh Sơn Đông, Trung Quốc. Thành phố nằm bên vịnh Bột Hải. Thành phố này có diện tích 1.432,32 km², dân số năm 2019 là 560.234 người. Mã số bưu chính của thành phố là 265400.

## Phân chia hành chính
Thành phố Chiêu Viễn quản lý 14 đơn vị hành chính gồm 5 nhai đạo biện sự xứ và 9 trấn.